# Рассоха (Иркутская область)
Рассо́ха — посёлок в Шелеховском районе Иркутской области России. Входит в состав Большелугского городского поселения. Находится на берегах реки Олха, примерно в 16 км к югу от районного центра, города Шелехов, на высоте 542 метров над уровнем моря.

## Население
В 2002 году численность населения посёлка составляла 64 человека (34 мужчины и 30 женщин). По данным переписи 2010 года, в посёлке проживал 61 человек (29 мужчин и 32 женщины).

## Улицы
Уличная сеть посёлка состоит из 6 улиц.